# Sangha (Burkina Faso)
Sangha o Sanga è un dipartimento del Burkina Faso classificato come comune, situato nella Provincia  di Koulpélogo, facente parte della Regione del Centro-Est.
Il dipartimento si compone del capoluogo e di altri 27 villaggi: Biguimnoghin, Dabodin, Daboulga, Dagomkom, Diougo, Ganzaga, Ganzaga de Sangha, Goghin, Gouadiga, Idani, Kandoure, Kaongo, Kaongo de Sangha, Kombilga, Koyenga, Longo, Naba-Dabogo, Ouedogo, Sangha-Peulh, Sangha-Yarcé, Sankanse, Tabe, Tampaologo, Tankoaga, Taram-Noaga, Yourga e Yourkoudghin.